# Heteropolissacarídeo
Os heteropolissacarídeos, heteropolissacarídios ou ainda heteropolissacáridos são polissacarídeos constituídos por mais de um tipo de açúcar. São glícidos estruturais, ou seja, fazem parte de estruturas celulares ou extracelulares.
O peptidoglicano é um exemplo de heteropolissacarídeo, tendo na sua constituição os monossacarídeos ácido N-acetilmurâmico e N-acetilglucosamina. É um constituinte estrutural da parede celular de procariontes. Outro exemplo são os Glicosaminoglicanos que são heteropolissacarídeos que apresentam ácido urônico, que lubrificam as junturas sinoviais.